# Гулбене
Гулбене (лет. Gulbene, рус. Гулбене) је један од значајних градова у Летонији. Гулбене је седиште истоимене општине Гулбене.

## Природни услови
Гулбене је смештен у источном делу Летоније, у историјској покрајини Видземији. Од главног града Риге град је удаљен 185 километара источно.
Град Гулбене се сместио у равничарском подручју, на приближно 130 метара надморске висине. Град се развио на укрштању више важних путева.

## Историја
Први помен Гулбенеа везује се за средњи век (1224. г.). Међутим, насеље је дуго било село, а градска права добило је 1928. године.

## Становништво
Балви данас има мање од 9.000 становника и последњих година број становника опада.
Матични Летонци чине већину (75%) градског становништва Гулбенеа, док остатак чине махом Руси (20%).